# Jean-Pierre Séris
Pour les articles homonymes, voir Seris (homonymie).
Jean-Pierre Séris est un philosophe français, né le 17 avril 1941 à Toulouse et mort le 7 décembre 1994  à Paris. 

## Biographie
Jean-Pierre Séris a été successivement professeur de philosophie à l'Université Paul-Valéry Montpellier 3 et à l'Université Paris-1 Panthéon-Sorbonne, où il dirigea l'Institut d'histoire et de philosophie des sciences et des techniques. Il est principalement connu pour son livre intitulé La Technique, paru aux PUF l'année de sa mort. L'ouvrage constitue une synthèse remarquable des différentes théories de la technique depuis Platon et de ses différentes formes, incluant l'analyse de ses évolutions les plus récentes. 
La journée d'études réalisée en son honneur le 18 novembre 1995 à l'Université Paris I Panthéon-Sorbonne a été publiée dans la revue Zouila no 4, spécial Jean-Pierre Séris, hiver 1998. Elle réunissait entre autres Jacques Bouveresse, François Dagognet, Jean-Claude Pariente et Yves Schwartz . 
Dans La Technique (1994), Séris critique les thèses de Martin Heidegger, pour qui la technique moderne constituerait l'aboutissement de la metaphysique occidentale, que l'œuvre du philosophe allemand entreprend de répudier, celles de Gilbert Hottois, à qui l’on doit le néologisme techno-science, ainsi que les thèses de Jacques Ellul, lequel considère le développement de la technique moderne comme une entreprise de totalisation progressive devant mener à la constitution d'un système autonome. Selon Séris, ces différentes thèses résultent d'un rejet plus ou moins explicite de la technique et, en particulier, d'une valorisation de la theôria, la science « contemplative » des Anciens, au détriment de l’activité instrumentale (p. 373).

### Publications
- La Théorie des jeux, Paris, Presses universitaires de France, 1974.
- Machine et communication. Du théâtre des machines à la mécanique industrielle, Paris, Librairie Philosophique J. Vrin, 1987.
- Qu'est-ce que la division du travail?: Ferguson, Paris, Librairie Philosophique J. Vrin, 1994.
- La Technique, Paris, Presses Universitaires de France, 1994, rééd. 2000,  (ISBN 2-13-051152-X), rééd. 2013 (coll. Quadrige)  (ISBN 2130628478).
- Langages et machines à l'âge classique, Paris: Hachette supérieur, 1995.